# Chipping Warden
Chipping Warden är en ort i civil parish Chipping Warden and Edgcote, i distriktet West Northamptonshire, Storbritannien.   Den ligger i grevskapet Northamptonshire och riksdelen England, i den södra delen av landet, 100 km nordväst om huvudstaden London. Chipping Warden ligger 133 meter över havet. Chipping Warden var en civil parish fram till 2008 när blev den en del av Chipping Warden and Edgcote. Civil parish hade 529 invånare år 2001.
Terrängen runt Chipping Warden är platt. Runt Chipping Warden är det ganska tätbefolkat, med 129 invånare per kvadratkilometer. Närmaste större samhälle är Banbury, 9,3 km sydväst om Chipping Warden. Trakten runt Chipping Warden består till största delen av jordbruksmark.